# Брюклер, Хуго
Хуго Брюклер (нем. Hugo Brückler; 18 февраля 1845, Дрезден — 4 октября 1871, Дрезден) — немецкий композитор.

## Биография
С 10-летнего возраста пел в хоре мальчиков, получая при этом уроки клавира и вокала от Иоганна Готлоба Шнайдера-младшего. В 16 лет поступил в Дрезденскую консерваторию в класс скрипки Франсуа Шуберта, однако после полутора лет занятий сосредоточился только на фортепиано и композиции, став учеником Карла Кребса и Юлиуса Рица. Частным образом занимался также у Фридриха Вика. Не окончив полного курса, ушёл из консерватории и посвятил себя сочинению вокальной музыки, зарабатывая уроками.
При жизни композитора были напечатаны только 14 песен на стихи из книги Йозефа Виктора фон Шеффеля «Трубач из Зекингена». Ещё семь песен были изданы посмертно Адольфом Йенсеном, позднее опубликованы также два хоровых сочинения — «Песнь северян» (нем. Nordmännersang) и «Марш городской стражи» (нем. Marsch der Bürgergarde).
Герман Кречмар отмечал в песнях Брюклера «простоту и лёгкость, придающие им элемент фольклорности». Энциклопедия Брокгауза и Ефрона сообщает, что в произведениях Брюклера чувствуется как влияние Роберта Шумана и Рихарда Вагнера, так и предвестие новых подходов к песне, выработанных Хуго Вольфом. Биографический очерк о Брюклере напечатал Роберт Мусёл (1896).